# Culicoides belgicus
Culicoides belgicus är en tvåvingeart som beskrevs av Jean-Jacques Kieffer 1919. Culicoides belgicus ingår i släktet Culicoides och familjen svidknott.
Artens utbredningsområde är Belgien. Inga underarter finns listade i Catalogue of Life.